# Andrea Schöpp
Andrea Schöpp (ur. 27 lutego 1965 w Garmisch-Partenkirchen) – praworęczna niemiecka curlerka z Garmisch-Partenkirchen. W curling gra od 1974 roku. Jest doktorem nauk matematycznych; naucza matematyki i statystyki na Uniwersytecie Ludwika i Maksymiliana w Monachium. Jest córką Elinore Schöpp i młodszą siostrą Rainera Schöppa.
Schöpp jest najdłużej grającą zawodniczką na mistrzostwach Europy, na których wystąpiła 28 razy. W 2010 wyprzedziła Dordi Nordby, Norweżkę uczestniczącą w 23 turniejach. Podczas Mistrzostw Europy 2012 świętowała swój 500. mecz na arenie międzynarodowej w barwach Niemiec.
Andrea jest kapitanem drużyny kobiecej, a także wicekapitanem drużyny mikstów.

## Drużyna
- Monika Wagner (trzecia)
- Kerstin Ruch (druga)
- Lisa Ruch (otwierająca)

Miksty
- Rainer Schöpp (skip)
- Sebastian Jacoby (drugi)
- Kerstin Ruch (otwierająca)

Byłe zawodniczki
- Anna Hartelt (druga)
- Marie-Therese Rotter (otwierająca)
- Melanie Robillard (trzecia)
- Imogen Oona Lehmann (trzecia)
- Stella Heiß (druga)
- Corinna Scholz (otwierająca)
- Nicole Muskatewitz (rezerwowa)